# Magos, espadas y rosas
Magos, espadas y rosas es el segundo álbum de estudio del grupo musical de Argentina de heavy metal Rata Blanca, publicado en 1990 por el sello discográfico Polydor.
Este trabajo alcanzó en menos de ocho meses el disco de oro, y en menos de dos años el doble disco de platino, siendo el álbum más vendido del heavy metal de Argentina. Con el paso del tiempo se llegaron a vender más de 500 mil copias.
Este es el primer álbum de estudio grabado con el vocalista Adrián Barilari. Es considerado como uno de los álbumes más relevantes en la historia del heavy metal en español.

## Detalles
En este álbum se profundizó en las temáticas de corte místico y épico, características del power metal, las cuales ya aparecían, aunque de manera menos enfática, en el primer álbum de estudio del grupo con el cantante Saúl Blanch. Las canciones «La leyenda del hada y el mago», «El beso de la bruja», «Haz tu jugada» o la extensa «El camino del sol» son de hechos históricos, hasta cierto punto medievales, que hablan de brujería, bosques encantados, conjuros, hadas, magos, reyes, sabios y templos sagrados.
El éxito del álbum no tardó en llegar, e inmediatamente el grupo comenzó a escalar posiciones, logrando un desmesurado reconocimiento tanto en su país como en el extranjero. Fue presentado oficialmente en el Estadio Obras Sanitarias el 14 de julio de 1990, dando inicio a la gira "Por el camino del sol", recorriendo la Argentina y gran parte de Sudamérica.
La balada «Mujer amante», escrita por Adrián Barilari y Walter Giardino, fue aclamada por parte de la crítica, siendo la canción que abrió las fronteras al grupo, consagrándolos como el nuevo fenómeno del rock argentino. Por su parte, el épico «La leyenda del hada y el mago» arrasó en popularidad y se convirtió en un himno del grupo y de la música pesada argentina, siendo considerado en una encuesta efectuada por el programa de radio ¿Cuál es? de Mario Pergolini como la tercera mejor canción de la historia del rock argentino, incluso 19 años después de su publicación.
Ha sido considerado el n.º 42 entre los mejores álbumes del rock latino de todos los tiempos (Mercado-AB). «Mujer amante» tuvo un video musical en el cual Adrián Barilari tenía relaciones con una mujer, que fue censurado. En su lugar se grabó un segundo video musical, simplemente con el grupo tocando en vivo.
La edición original del álbum en disco de vinilo y cassette contaba con 7 canciones, mientras que la versión en disco compacto incluyó dos canciones extra, las cuales ya habían sido publicadas en el álbum Rata Blanca: «Preludio obsesivo» y «Otoño medieval».

## Lista de canciones

### Lado A
| N.º | Título                          | Escritor(es)                      | Duración |  |
| 1.  | «La leyenda del hada y el mago» | Walter Giardino / Roxana Giardino | 5:16     |  |
| 2.  | «Mujer amante»                  | Walter Giardino / Adrián Barilari | 6:20     |  |
| 3.  | «El beso de la bruja»           | Walter Giardino                   | 4:12     |  |
| 4.  | «Haz tu Jugada»                 | Walter Giardino                   | 6:14     |  |

### Lado B
| N.º | Título                                      | Escritor(es)                    | Duración |  |
| 1.  | «El camino del sol»                         | Walter Giardino                 | 9:22     |  |
| 2.  | «Días Duros»                                | Walter Giardino / Carlos Perigo | 7:15     |  |
| 3.  | «Porque es tan difícil amar» (instrumental) | Walter Giardino                 | 5:23     |  |

### Pistas adicionales (Disco compacto)
| N.º | Título              | Escritor(es)  | Duración |  |
| 1.  | «Preludio obsesivo» | Roberto Conso | 3:35     |  |
| 2.  | «Otoño medieval»    | Roberto Conso | 2:37     |  |

## Créditos

### Miembros
- Adrián Barilari: Voz.
- Walter Giardino: Guitarra líder.
- Sergio Berdichevsky: Guitarra rítmica.
- Hugo Bistolfi: Teclados.
- Guillermo Sánchez †: Bajo.
- Gustavo Rowek: Batería.

### Producción
- Mario Sanguinet: Grabación y mezcla.
- Roberto Conso: Producción ejecutiva.
- Eduardo Rodríguez Fontenla: Mánager.